# Лаура Ліппман
Лаура Ліппман (англ. Laura Lippman; нар. 31 січня 1959, Атланта, Джорджія, США) — американська письменниця детективного жанру, володарка у різні роки багатьох престижних літературних премій детективного жанру: Агати Крісті, Ентоні Бучера, Едгара По, Ніро Вульфа, Гамші, Шамус, Баррі і Мекавіті.

## Біографія
Хоча вона народилася в Атланті, але зростала в Колумбії, штат Меріленд. Вона — дочка Тео Ліппмана-молодшого, журналіста і дописувача в Baltimore Sun, та Медлін Мабрі Ліппман, шкільної бібліотекарки системи державних шкіл міста Балтимор. Її дідусь по батькові був євреєм, а решта родичів — шотландці та ірландці. Ліппман була вихована як пресвітеріанка. Вона вчилася у середній школі Wilde Lake в Колумбії, штат Меріленд, де була капітаном місцевої команди. Вона також брала участь у кількох драматичних постановках. Закінчила середню школу у 1977 році.
Вона працювала журналістом у газетах San Antonio Light і Baltimore Sun. «Що знають мертві» (2007) стала першою з її книг, що увійшла до списку тих, що найкраще продаються за версією New York Times і потрапила до шорт-листа нагороди «Кинджал» (Dagger Award) для іноземних письменників Британської асоціації письменників-криміналістів. Окрім серії романів з головним персонажем Тесс Монаган, Ліппман написала роман «Кожна секретна річ» (2003), який був адаптований у однойменний кінофільм 2014 року, в головній ролі знялася Даян Лейн.
Окрім написання книг, вона викладає в коледжі Гошера в Тоусоні, штат Меріленд, неподалік від Балтимора. У січні 2007 року вона брала участь у Третьому щорічному зборі «Письменники в раю» (Writers in Paradise) в коледжі Еккерда. У березні 2013 року вона була почесною гостею конференції «Злочин Лівобережжя» (Left Coast Crime).
Ліппман живе в мікрорайоні Південного Балтимора «Федеральний пагорб» і часто пише в сусідній кав'ярні «Spoons».У 2008 році вона одружилася з Девідом Саймоном, американським письменником, журналістом і продюсером. У 2010 році у них народилася дочка Джорджія Рей.

## Твори

### Серія Тесс Монаган
- Baltimore Blues (Балтиморські блюзи) (1997);
- Charm City (Чарівне місто) (1997) (нагороджений преміями Едгара По і Шамус);
- Butchers Hill[en] (Будинок м'ясника) (1998) (нагороджений преміями Агати і Ентоні);
- In Big Trouble[en] (У великій біді) (1999) (нагороджений преміями Шамус і Ентоні);
- The Sugar House (Солодкий будинок) (2000) (нагороджений премією Ніро);
- In a Strange City (У дивному місті) (2001);
- The Last Place (Останнє місце) (2002);
- By a Spider's Thread (За павутинням) (2004);
- No Good Deeds[en] (Ніяких добрих справ) (2006) (нагороджений премією Ентоні);
- Another Thing to Fall (Ще одна річ, що падає) (2008);
- The Girl in the Green Raincoat (Дівчина у зеленому плащі) (2011);
- Hush Hush (Тихше, тихше) (2015).

### Інші романи
- Every Secret Thing[en] (Кожна таємна річ) (2003) (нагороджений преміями Баррі та Ентоні);
- To the Power of Three (До сили трьох) (2005) (нагороджений премією Гамші);
- What the Dead Know[en] (Що знають мертві) (2007) (нагороджений преміями Баррі, Ентоні, Макевіті);
- Hardly Knew Her (Ледве знав її) (збірка оповідань) (2008);
- Life Sentences (Життєві сентенції) (2009);
- I'd Know You Anywhere (у Великій Британії видано як Don't Look Back) (Я б знайшов тебе де завгодно / Не озирайся назад)) (2010);
- The Most Dangerous Thing (Найнебезпечніша річ) (2011);
- And When She Was Good (І коли їй було добре) (2012);
- After I'm Gone[en] (Після того, як я піду) (2014);
- Wilde Lake (Озеро Вайльд) (2016);
- Sunburn (Сонячний опік) (1918);
- Lady in the Lake (Леді в озері) (2019).